# Ludwig I. (Württemberg-Urach)

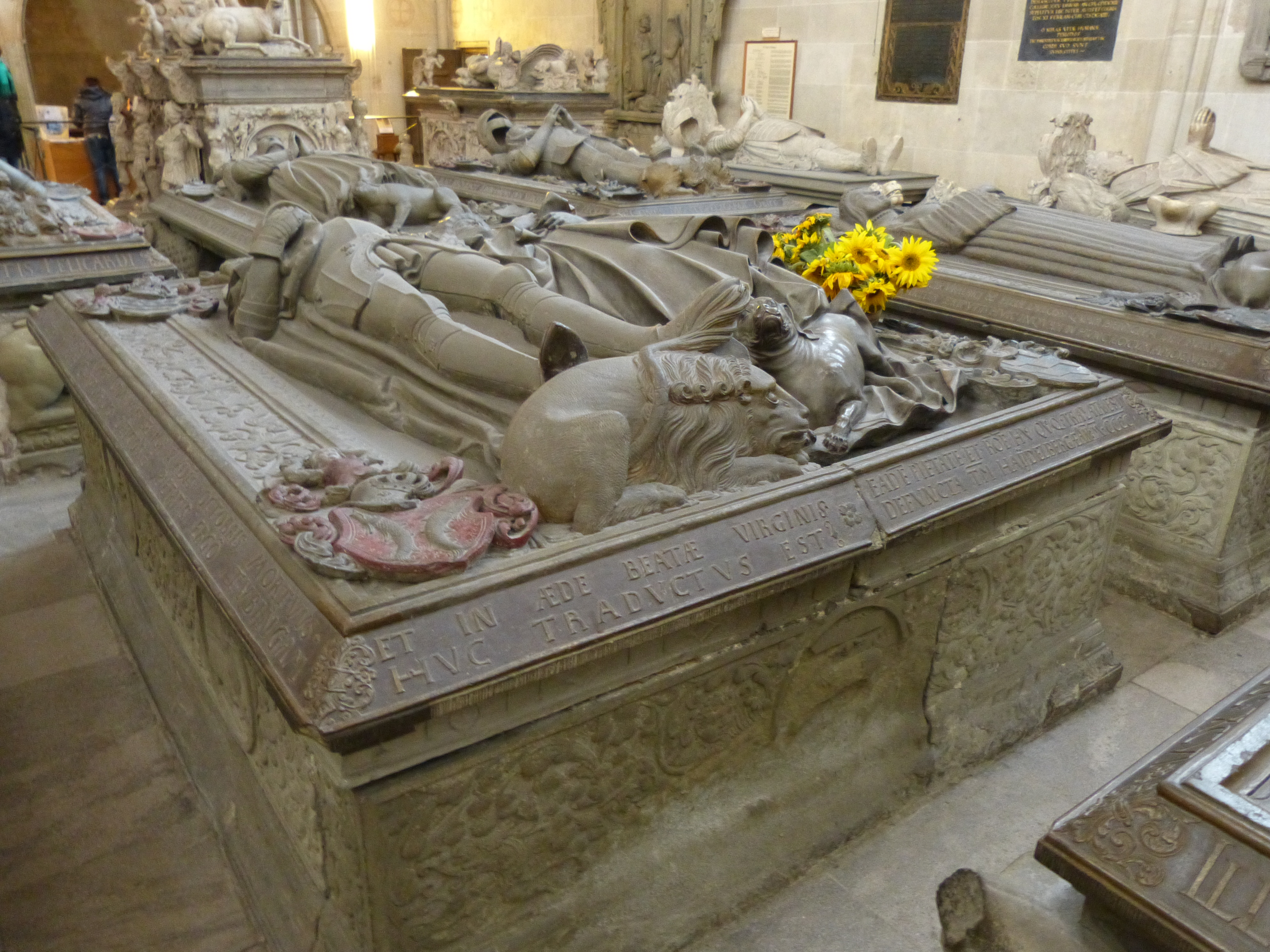
Grabmal Ludwig I. von Württemberg und seiner Ehefrau Mechthild in der Stiftskirche Tübingen

Ludwig I. (* vor dem 31. Oktober 1412; † 23. September 1450 in Urach) war von 1419 bis 1450 Graf von Württemberg.

## Leben und politisches Wirken
Nach dem Tod seines Vaters Graf Eberhard IV. von Württemberg (1388–1419) wurde er gemeinsam mit seinem Bruder Ulrich V. von 1419 bis 1426 unter Vormundschaft gestellt. Neben seiner Mutter Henriette von Mömpelgard wurde die Vormundschaft von Beamten, sogenannten Regentschaftsräten, übernommen.
Im Jahr 1426 wurde Ludwig im Alter von vierzehn Jahren für volljährig erklärt. Nun regierte er Württemberg zunächst alleine.
Eine seiner ersten Tätigkeiten war, am 4. November 1426 in Urach sowohl für sich als auch für seinen Bruder Ulrich die Einigungen der Statthalter mit den Reichsstädten zu bestätigen. Gleich zu Beginn seiner Herrschaft erfreute sich der junge Graf großer Beliebtheit. Die Stadt Villingen begab sich am 31. Oktober 1426 für zehn Jahre unter württembergischen Schutz, das Kloster Herrenalb nahm ihn am 23. August 1427 zum Schirmherren an. Am 29. September 1427 wurde Graf Ludwig gemeinsam mit seinem Bruder Ulrich offiziell von König Sigismund mit ihren Reichslehen und den böhmischen Lehen belehnt. Am 26. November 1427 wurde dem Grafen Ludwig vom königlichen Hofmeister, dem Grafen Ludwig von Oettingen, der Lehenseid abgenommen.
Zu Beginn des Jahres 1428 hatte Ludwig mit Albrecht III. von Bayern dessen Eheschließung mit Elisabeth von Württemberg (um 1412–1476), der Halbschwester seines Vaters, ausgehandelt. Im Ehevertrag wurden u. a. Burg und Stadt Göppingen als Erbe der Braut festgelegt und ein Strafgeld bei Nichteinhaltung des Vertrages vereinbart. Elisabeth entzog sich aber der Heirat und ließ sich stattdessen mit ihrem Geliebten, dem Grafen Johann von Werdenberg trauen, so dass Ludwig die vereinbarten Strafgelder zahlen musste. Als am 29. April 1429 Elisabeths Mutter Elisabeth von Nürnberg, die zweite Ehefrau von Eberhard III., hochverschuldet in Schorndorf verstarb, entwickelte sich aufgrund der Schuldforderungen ein Streit mit Berchtold von Schauenburg, der unter anderem zu dessen Überfall auf die württembergische Vogtei Nagold führte. Am 5. August 1432 verbündete sich die Stadt Straßburg mit Ludwig aufgrund eigener Streitigkeiten mit Berchtold. Beide gemeinsam zogen im August 1432 vor die Schauenburg, worauf am 11. September wurde ein Friede geschlossen, in welchem alle gegenseitigen Forderungen beigelegt wurden.
Im Jahr 1433 gelangte auch Graf Ulrich zur Volljährigkeit und zur Mitregierung, am 6. Dezember 1433 ließen sich beide Grafen in Basel vom Kaiser ihre Freiheiten bestätigen.
Nach der Heirat Ulrichs mit Margarete von Kleve (1416–1444) vereinbarten die Brüder 1441 die Teilung Württembergs, die im Nürtinger Vertrag vom 25. Januar 1442 endgültig festgeschrieben wurde. Ludwig erhielt den Uracher Teil mit den Gebieten im Westen und Süden des Landes inklusive der Gebiete im Elsass. Mömpelgard, das Erbe von Henriette von Mömpelgard, der Mutter der Grafen, wurde nach deren Tod 1444 ebenfalls Ludwig zugeschlagen. Ludwig baute Urach zur Residenzstadt aus und betrieb eine aktive Politik zur Stärkung der Klöster in seinem Einflussbereich. Bündnispolitisch näherte er sich den Wittelsbachern und den Habsburgern an. Er unterstützte zum Beispiel Herzog Albrecht VI. von Österreich im Kampf gegen die Eidgenossen.
Er starb 1450 an der Pest und wurde in der Kartause Güterstein bestattet. Kurz nachdem sich sein Tod zum 100. Mal jährte, wurde sein Grab 1554 zusammen mit der später neben ihm bestatteten Gattin Mechthild in den Chor der Stiftskirche in Tübingen überführt.

## Nachkommen
Ludwig war verheiratet mit Mechthild von der Pfalz. Die Hochzeit fand am 21. Oktober 1436 in Stuttgart statt. Nach seinem Tod heiratete sie am 10. August 1452 Herzog Albrecht VI. von Österreich. Aus der Ehe mit Ludwig gingen folgende Kinder hervor:
- Mechthild (* nach 1436; † 1495), verheiratet ab 1454 mit Ludwig II., Landgraf von Hessen (1438–1471)
- Ludwig II. (* 1439; † 1457), ab 1450 Graf von Württemberg-Urach
- Andreas (* und † 1443)
- Eberhard V. (* 1445; † 1496), ab 1457 Graf von Württemberg-Urach, ab 1495 Herzog Eberhard I. von Württemberg
- Elisabeth (* 1447; † 1505), verheiratet ab 1470 mit Graf Johann III. von Nassau-Saarbrücken (1423–1472), und ab 1474 mit Heinrich dem Älteren, Graf zu Stolberg (1436–1511)